# Félix Mesnil
Félix Étienne Pierre Mesnil (Omonville-la-Petite, Mancha, 12 de dezembro de 1868 – Paris, 15 de fevereiro de 1938) foi um zoólogo, biólogo, botânico, micologista e algologista francês.
Ele foi aluno de Alfred Giard na École Normale Supérieure e colega de classe de Maurice Caullery. A partir de 1892 trabalhou no Instituto Pasteur, inicialmente como demonstrador associado. Ele era assistente de Louis Pasteur e, nesse ínterim, realizou estudos sobre imunidade celular, fisiologia e patologia comparativa no laboratório de Ilya Ilyich Metchnikov (1845–1916).
Ele fundou o Boletim do Instituto Pasteur com Gabriel Bertrand (1867–1962), Alexandre Besredka (1870–1940), Amédée Borrel (1867–1936), Camille Delezenne (1868–1932) e Auguste-Charles Marie (1864–1935).
Como membro da Comissão Francesa para a Doença do Sono, trabalhou para a organização da missão na África Equatorial Francesa.
Também trabalhou para a criação da Société de pathologie exotique, da qual se tornou secretário, e então presidente.
Em 1903, junto com Alphonse Laveran (1845-1922), ele mostrou que o parasita responsável pela leishmaniose visceral (ou "Kala-azar", uma febre na Índia), descrito pela primeira vez por William Boog Leishman (1865-1926), é um novo protozoário, diferente do Trypanosoma, o agente da doença do sono, e do Plasmodium, o agente do paludismo (malária). Ele o chamou temporariamente de Piroplasma donovani e Sir Ronald Ross (1857–1932) propôs o nome de gênero Leishmania para ele.
Em 1920, ele e Émile Roubaud conseguiram a primeira infecção experimental de chimpanzés com Plasmodium vivax.
- Em 1908, é assistente de direção na École pratique des hautes études.
- Em 1910, é professor do Instituto Pasteur.
- Em 1913, é vice-presidente da Société de biologie.
- Em 1920, é membro do Comité consultatif de l'enseignement de médecine vétérinaire coloniale.
- Em 1921, ele é membro da Academia Francesa de Ciências.
- Em 1922, é membro fundador da Académie des sciences coloniales.
- Em 1926, ele é presidente da Société zoologique de France.
- Em 1931, é um dos membros livres da Académie de médecine.